# Glycininae
Sous-tribu
Les Glycininae sont une sous-tribu de plantes à fleurs de la famille des Fabaceae, de la sous-famille des Faboideae et de la tribu des Phaseoleae.
Le genre type est Glycine.

## Liste des genres
- Amphicarpaea
- Calopogonium
- Cologania
- Diphyllarium
- Dumasia
- Eminia
- Glycine
- Mastersia
- Neonotonia
- Nogra
- Pachyrhizus
- Pseudeminia
- Pseudovigna
- Pueraria
- Shuteria
- Sinodolichos
- Teramnus
- Teyleria